# Mercado de Gariūnai
El Mercado de Gariūnai (en lituano: Gariūnų turgus) es el mercado más grande de Lituania, en Europa del Este que se encuentra en la ciudad capital de Vilna. Hay alrededor de 10.000 vendedores que trabajan en sus instalaciones, en su mayoría lituanos, también rusos, bielorrusos. Al final de 2010 se construyó una expansión para el área donde opera el mercado.